# Pflichtexemplar-Entscheidung
Die Pflichtexemplar-Entscheidung vom 14. Juli 1981 ist ein Beschluss des Bundesverfassungsgerichtes zur in Art. 14 Grundgesetz (GG) niedergelegten Eigentumsfreiheit und den in Art. 14 Abs. 1 Satz 2 GG genannten Inhalts- und Schrankenbestimmungen. In dem Beschluss entschied das Gericht, dass es ausgleichspflichtige gesetzliche Schranken des Eigentumsrechtes geben kann („ausgleichspflichtige Inhalts- und Schrankenbestimmungen“). Die Entscheidung stellt damit eine wesentliche Entscheidung zum Staatshaftungsrecht dar.

## Sachverhalt
Es handelte sich um eine Entscheidung im Rahmen einer konkreten Normenkontrolle. Das Verwaltungsgericht Darmstadt hatte den folgenden Fall dem Bundesverfassungsgericht vorgelegt, da es Zweifel an der Verfassungsmäßigkeit der gesetzlich festgelegten Pflicht zur Ablieferung von Pflichtexemplaren an staatliche Bibliotheken hatte.
Der damals geltende § 9 des Hessischen Gesetzes über Freiheit und Recht der Presse – LPrG – in der Fassung der Bekanntmachung vom 20. November 1958 sah folgende Regelung vor:

„Der Minister für Kultus und Unterricht kann durch Ausführungsverordnung bestimmen, dass von jedem im Geltungsbereich dieses Gesetzes erscheinenden Druckwerk ein Belegstück kostenlos an die von ihm bestimmte zuständige Bibliothek abgeliefert wird.“

Von dieser Verordnungsermächtigung hatte das Ministerium Gebrauch gemacht, indem eine Pflichtexemplarverordnung (PflEVO) erlassen worden war. § 1 Abs. 1 PflEVO sah folgende Regelung vor:

„Von jedem Druckwerk, das innerhalb des Landes Hessen erscheint, hat der Verleger, soweit § 3 nicht befreit, ein Stück (Pflichtexemplar) unentgeltlich und auf eigene Kosten je nach dem Verlagsort an nachstehende Bibliotheken abzugeben: […].“

Als Verleger verstand diese Verordnung auch Verfasser von Werken, die im Selbstverlag herausgegeben wurden, Herausgeber von Druckwerken und die Kommissionsverleger (§ 2 PflEVO). Das Pflichtexemplar war unverzüglich mit der Veröffentlichung abzugeben (§ 5 PflEVO).
Der Kläger im Ausgangsverfahren vor dem Verwaltungsgericht war ein in Offenbach am Main ansässiger Verleger. Er hatte sich auf das Verlegen bibliophiler Bücher in geringen Auflagen und von Original-Graphiken spezialisiert. Er sandte 1976 vier Werke mit Auflagen zwischen 70 und 625 Stück und Preisen zwischen 180 und 625 DM an die Hessische Landes- und Hochschulbibliothek Darmstadt. Diese behielt die Werke als Pflichtexemplare ein und erteilte einen entsprechenden Bescheid. Gegen diesen legte der Kläger erfolglos Widerspruch ein und erhob schließlich Klage vor dem Verwaltungsgericht Darmstadt (Az.: I E 153/77).

## Stellungnahmen
Im Verfahren vor dem Bundesverfassungsgericht nahm der Ministerpräsident Hessens, die Regierung der Bundesrepublik Deutschland durch den Bundesminister des Innern, der III. Zivilsenat des Bundesgerichtshofes und der VII. Senat des Bundesverwaltungsgerichts Stellung.
- Der Ministerpräsident Hessens vertrat die Auffassung, dass die fragliche Regelung verfassungsgemäß sei. Es werde aus kulturpolitischen Gründen die dem Recht auf Eigentum anhaftende Sozialpflichtigkeit nach Art. 14 Abs. 2 GG verdeutlicht. Die wirtschaftliche Belastung durch die Abgabe des Pflichtexemplares ginge in die Gesamtkalkulation der Verleger ein und werde an die Käufer weitergereicht. Dies stelle das normale wirtschaftliche Risiko der Verleger dar.
- Die Bundesregierung verwies darauf, dass das Gesetz über die Deutsche Bibliothek vom 31. März 1969[4] die Möglichkeit vorsehe, Ablieferungspflichtigen auf Verlangen eine Vergütung zu gewähren, wenn die unentgeltliche Abgabe eine unzumutbare Belastung darstelle.
- Der III. Zivilsenat legte dar, dass er in seiner höchstrichterlichen Rechtsprechung zur Staatshaftung bei Eingriffen in die Eigentumsfreiheit die „enteignungsrechtliche Opfergrenze“ danach bestimme, ob der Eingriff nach Dauer, Art, Intensität und Auswirkung so erheblich sei, dass dem Betroffenen eine entschädigungslose Hinnahme nicht mehr zugemutet werden könne. Zu einem konkret vergleichbaren Fall habe der Senat aber noch nicht entscheiden müssen.
- Der VII. Senat des Bundesverwaltungsgerichts vertrat die Auffassung, dass die Pflicht zur Ablieferung von Pflichtexemplaren keine enteignende Wirkung habe. Es handele sich um eine zulässige Inhalts- und Schrankenbestimmung nach Art. 14 Abs. 1 Satz 2 GG.

## Entscheidung des Gerichts
Das Bundesverfassungsgericht entschied, dass § 9 des hessischen Landespressegesetzes (LPrG) als Ermächtigungsnorm für den Erlass der Pflichtexemplar-Verordnung nicht mit dem Grundgesetz und insbesondere nicht mit Art. 14 GG vereinbar sei, soweit der Hessische Kultusminister ermächtigt wurde, die Pflicht zur Ablieferung eines Belegstücks von jedem im Geltungsbereich des Gesetzes erscheinenden Druckwerk ausnahmslos ohne Kostenerstattung anzuordnen.
Das Bundesverfassungsgericht grenzte den Eingriff durch die Abgabepflicht von Pflichtexemplaren zunächst von der Enteignung (Art. 14 Abs. 3 GG) ab. So sehe die Regelung nicht eine Berechtigung der Exekutive auf ein bestimmtes Vermögensobjekt vor, sondern die Gesamtauflage werde mit einer Ablieferungspflicht eines vom Verleger auszusuchenden Exemplars belastet. Es werde daher in allgemeiner Form der Inhalt des Eigentums bestimmt (Inhalts- und Schrankenbestimmung). Inhaltsbestimmung und Enteignung hätten unterschiedliche Funktionen und daher auch Voraussetzungen. Hieran ändere sich – entgegen der Auffassung des vorlegenden Verwaltungsgerichtes – auch nichts, wenn die fragliche Regelung verfassungswidrig sei.
Die Regelungen des § 9 LPrG ist nach Ansicht des Bundesverfassungsgerichtes allerdings nicht aus formellen Gründen wegen Verstoßes gegen den Gesetzesvorbehalt, wie er in Art. 14 Abs. 1 S. 2 GG vorgesehen ist, nichtig. Eine Inhalts- und Schrankenbestimmung könne auch durch die Einräumung der Ermächtigung, eine Verordnung zu erlassen, zulässig formuliert werden. Zwar sehe Art. 14 Abs. 1 S. 2 GG eine Begrenzung der Eigentumsfreiheit „durch Gesetz“ vor, aber die Legislative müsse nicht alles bis hin zu jeder Kleinigkeit regeln. Der Gesetzgeber sei insoweit lediglich gehalten die Voraussetzungen, unter denen der Gebrauch des Eigentums beschränkt werden darf, durch eine nach Inhalt, Zweck und Ausmaß ausreichend bestimmte Ermächtigung festzulegen. Dem genüge die Regelung des § 9 LPrG.
Allerdings verstoße die Verordnungsermächtigung in § 9 LPrG materiellrechtlich gegen Art. 14 Abs. 1 S. 1GG, da der hessische Kultusminister ermächtigt wurde, die Pflicht zur Ablieferung eines Pflichtexemplars ausnahmslos ohne Kostenerstattung anzuordnen. Der Gesetzgeber habe beim Erlass von Gesetzen einerseits die grundgesetzlichen Anerkennung des Privateigentums nach Art. 14 Abs. 1 S. 1 GG und andererseits auch die Sozialpflichtigkeit des Eigentums nach Art. 14 Abs. 2 GG in gleicher Weise zu beachten. Er müsse dabei die schutzwürdigen Interessen aller Beteiligten in einen gerechten Ausgleich und in ein ausgewogenes Verhältnis zueinander bringen. Die vom Gesetzgeber zulässigerweise dem Eigentümer durch das Grundgesetz zugemutete und vom Gesetzgeber zu konkretisierende soziale Bindung des Eigentums hänge wesentlich davon ab, ob und in welchem Ausmaß das Eigentumsobjekt in einem sozialen Bezug und in einer sozialen Funktion stehen würde. Eigentumsbindungen müssten dementsprechend stets verhältnismäßig sein und den Eigentümer gemessen am sozialen Bezug und an der sozialen Bedeutung des Eigentumsobjekts sowie im Blick auf den Regelungszweck nicht übermäßigen belasten und im vermögensrechtlichen Bereich unzumutbar treffen. Es sei auch zusätzlich der Gleichheitssatz als Ausprägung des Rechtsstaatsprinzips zu beachten.
Grundsätzlich zulässig sei es im Rahmen der Inhalts- und Schrankenbestimmungen eine Pflicht zur Ablieferung von Belegexemplaren zu erlassen, soweit die daraus sich ergebende Vermögensbelastung des Verlegers nicht wesentlich ins Gewicht fällt. Gerechtfertigt werde dies dadurch, dass Druckwerke nach der Veröffentlichung ein gewisses Eigenleben entwickeln und in die Gesellschaft hineinwirken. Es handele sich damit um das kulturelle und geistige Geschehen mitbestimmende Faktoren. Druckwerke würden dadurch geistiges und kulturelles Allgemeingut. Unter Berücksichtigung der Sozialpflichtigkeit des Eigentums stelle es ein legitimes Anliegen dar, die literarischen Erzeugnisse dem wissenschaftlich und kulturell Interessierten möglichst geschlossen zugänglich zu machen und künftigen Generationen einen umfassenden Eindruck vom geistigen Schaffen früherer Epochen zu vermitteln. Es werde durch eine unentgeltliche Ablieferungspflicht der sozialen Bedeutung und Funktion von Druckwerken angemessen Rechnung getragen, soweit der damit verbundene wirtschaftliche Nachteil der Verleger nicht wesentlich ins Gewicht falle. Davon könne bei der Mehrzahl der modernen Publikationen ausgegangen werden, da diese in größeren Auflagen gedruckt würden.
Die Regelung sei aber insofern verfassungswidrig, als dass die allgemeine Ablieferungspflicht bei unterschiedslosem Ausschluss einer Kostenerstattung auch Druckwerke erfasse, die mit großem Aufwand und zugleich nur in kleiner Auflage hergestellt würden. Die Pflicht zur unentgeltlichen Abgabe von Belegstücken solcher Druckwerke stelle im Gegensatz zu Billig- und Massenproduktionen eine ins Gewicht fallende Belastung dar. Diese Belastung für Verleger solcher Produkte im Interesse der Allgemeinheit würde nicht mehr durch Art. 14 Abs. 1 S. 2 GG zu rechtfertigen sein. Verleger künstlerisch hochwertiger Druckwerke würden wegen der geringen Auflagen ein wesentlich erhöhtes wirtschaftliches Risiko eingehen. Das Interesse der Allgemeinheit auch an solchen künstlerisch, wissenschaftlich und literarisch exklusiven Werken würde nur durch die private Initiative und Risikobereitschaft solcher Verleger wie dem Kläger möglich. Es würde dem verfassungsrechtlichen Gebot widersprechen, die Belange des betroffenen Eigentümers mit denen der Allgemeinheit in einen gerechten Ausgleich zu bringen und einseitige Belastungen zu vermeiden, wenn solchen Verlegern zusätzlich zu diesem zusätzlichen wirtschaftlichen Risiko auch noch die erheblich überdurchschnittlichen Herstellungskosten für ein Pflichtexemplar aufgebürdet würden. Die kostenlose Pflichtablieferung von wertvollen Druckwerken mit niedriger Auflage würde deshalb die Grenzen verhältnismäßiger und noch zumutbarer inhaltlicher Festlegung des Verlegereigentums überschreiten.

## Umsetzung
Zur Umsetzung der Pflichtexemplar-Entscheidung haben Bund und Länder verschiedene Vorschriften erlassen. Teilweise wird der Entschädigung der Ladenpreis zugrunde gelegt, teilweise (unterschiedlich definierte) Herstellungskosten, teilweise eine Kombination aus beidem. Stand der folgenden Tabelle: 2017.
| Bereich                | Rechtsquelle                                                                                    | kleine Auflage       | großer Aufwand (EUR)                      | Bemessungsgrundlage für Aufwand bzw. Entschädigung                         | Höhe der Entschädigung |
| ---------------------- | ----------------------------------------------------------------------------------------------- | -------------------- | ----------------------------------------- | -------------------------------------------------------------------------- | --- |
| Deutschland            | PflAV (17. Oktober 2008) § 6                                                                    | 300 (Musikalien: 50) | 80 (nicht gewerbsmäßig/freiberuflich: 20) | Herstellungskosten (Kosten der Vervielfältigung) & Preis                   | Abgabepreis (max.); grundsätzlich Herstellungskosten |
| Baden-Württemberg      | Pflichtexemplargesetz (3. März 1976) § 1 Abs. 5                                                 | k. A.                | k. A.                                     | Ladenpreis                                                                 | Hälfte des Ladenpreises (max.) |
| Bayern                 | PflStER (1. Oktober 2006)                                                                       | 500                  | 75 (nicht gewerbsmäßig: 25)               | Herstellungskosten (Satz, Papier, Druck, Einband, Autorenhonorare) & Preis | Hälfte des Laden- bzw. Subskriptions-, Vorzugs- oder Abonnementspreises (max.); grundsätzlich 100/80 % der Berechnungsgrundlage (Herstellungskosten zuzüglich 40 v.H. hiervon als Gemeinkostenpauschale) |
| Berlin                 | PflExG (15. Juli 2005) § 5                                                                      | k. A.                | k. A.                                     | k. A.                                                                      | „angemessene Entschädigung“ |
| Brandenburg            | BbgPG (13. Mai 1993) § 13                                                                       | k. A.                | k. A.                                     | Herstellungskosten                                                         | Herstellungskosten |
| Bremen                 | k. A.                                                                                           | k. A.                | k. A.                                     | k. A.                                                                      | k. A. |
| Hamburg                | PEG (14. September 1988) § 4 Abs. 2                                                             | k. A.                | k. A.                                     | Selbstkosten                                                               | Selbstkosten |
| Hessen                 | Verordnung (12. Dezember 1984) § 6                                                              | (500)                | (51)                                      | Herstellungskosten                                                         | Herstellungskosten („Zuschuss“) |
| Mecklenburg-Vorpommern | LPrG M-V (6. Juni 1993) § 11 Abs. 3                                                             | 500                  | 102                                       | Ladenpreis                                                                 | Hälfte des Ladenpreises |
| Niedersachsen          | NPresseG (22. März 1965) § 12 Abs. 3                                                            | 500                  | 100                                       | Ladenpreis                                                                 | Hälfte des Ladenpreises |
| Nordrhein-Westfalen    | Pflichtexemplargesetz (29. Januar 2013) § 7                                                     | 300                  | 200                                       | Ladenpreis                                                                 | Hälfte des Ladenpreises |
| Rheinland-Pfalz        | Landesverordnung zur Durchführung der §§ 3 und 4 des Landesbibliotheksgesetzes vom 24. Mai 2017 | 500                  | 75 (nicht gewerbsmäßig: 25)               | Herstellungskosten (Satz, Papier, Druck und Einband) & Preis               | Hälfte des Laden- bzw. Verkaufspreises (max.); grundsätzlich 100/80 % der Berechnungsgrundlage (Herstellungskosten zuzüglich 40 v.H. hiervon als Gemeinkostenpauschale)                                  |
| Saarland               | PflAV (8. November 2016) § 3                                                                    | 300                  | 150                                       | Herstellungskosten (Kosten der Vervielfältigung)                           | Herstellungskosten (Hälfte) |
| Sachsen                | SächsPresseG (3. April 1992) § 11 Abs. 6                                                        | k. A.                | k. A.                                     | Herstellungskosten                                                         | Herstellungskosten (max.) |
| Sachsen-Anhalt         | Landespressegesetz (2. Mai 2013) § 11 Abs. 3                                                    | 500                  | 100                                       | Ladenpreis                                                                 | Hälfte des Ladenpreises |
| Schleswig-Holstein     | BiblG (30. August 2016) § 10 Abs. 2                                                             | k. A.                | k. A.                                     | Selbstkosten                                                               | Selbstkosten (max.) |
| Thüringen              | TPG (31. Juli 1991) § 12 Abs. 1                                                                 | k. A.                | k. A.                                     | Herstellungskosten                                                         | Herstellungskosten |

Allerdings hat die Bibliothek auch die Möglichkeit, auf die Ablieferung zu verzichten.